# Piscines de Salomon

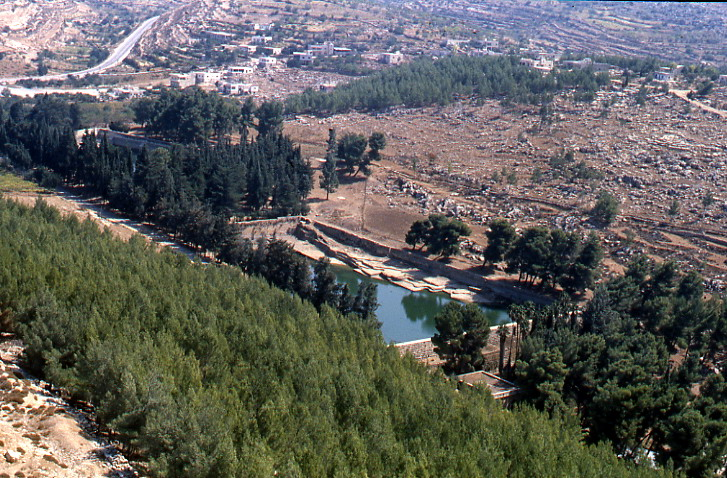
Les piscines de Salomon

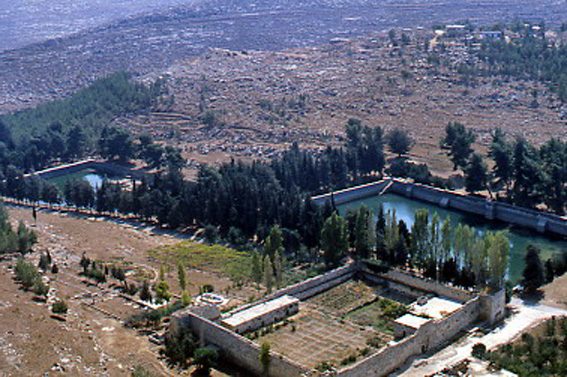
Les piscines de Salomon

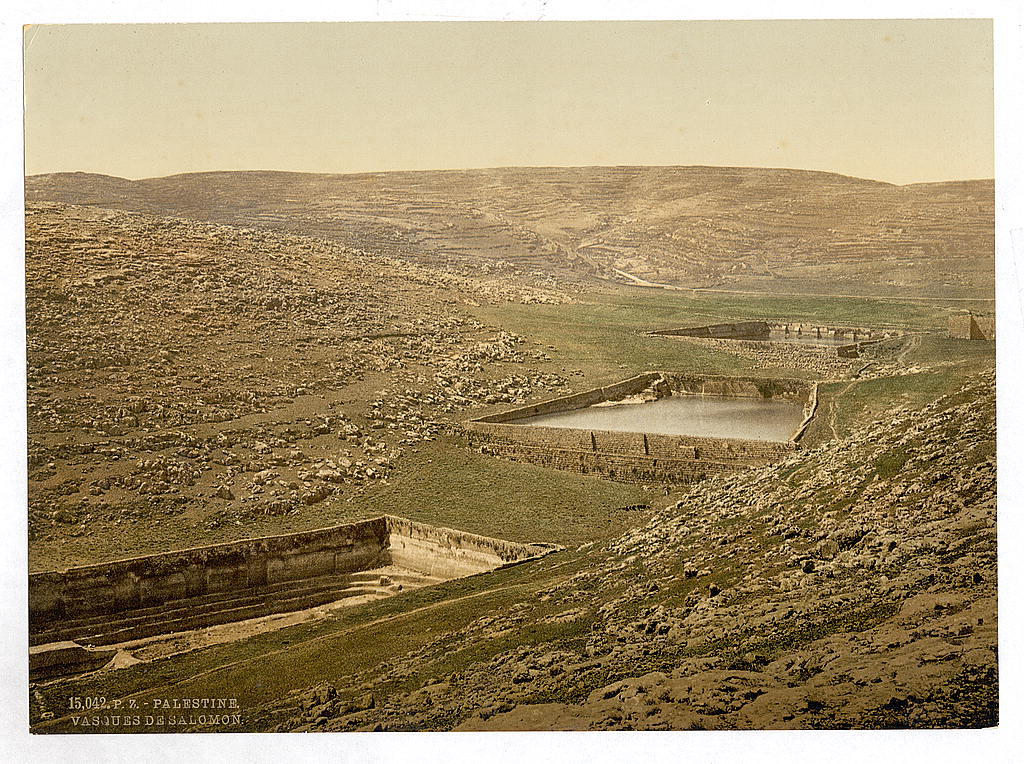
Les piscines de Salomon entre 1890 et 1905

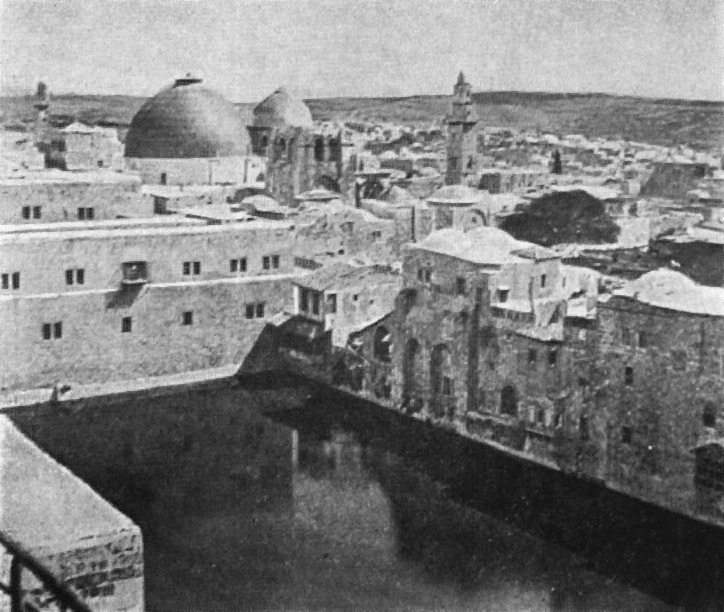
Piscine d'Ezéchias au début du XXe siècle

Les piscines de Salomon ou vasques de Salomon, ou étangs de Salomon (en hébreu : בריכות שלמה) sont situées au Sud-Ouest de Bethléem, près du camp de réfugiés de Dehaishe en Cisjordanie. Elles faisaient partie du système d'alimentation en eau des villes de Jérusalem, de Bethléem et  de la piscine de l'Hérodion à l'époque romaine. Elles sont constituées de trois grands bassins à ciel ouvert, distants de 50 m chacun, avec un dénivelé de 6 mètres entre eux. Chaque piscine a une taille de plus de 100 mètres de long, 65 de large, et 10 de profondeur.
Les abords de ces plans d'eau sont boisés et constituent d'agréables lieux de pique-nique.

## Les aqueducs
Les piscines de Salomon sont alimentées par plusieurs aqueducs qui viennent du sud, de la région d'Hébron. Elles servent à alimenter en eau les villes de Bethléem et Jérusalem. Entre les piscines de Salomon et Jérusalem, il existe plusieurs aqueducs. Il existait également un aqueduc qui alimentait une piscine au pied de l'Hérodion. Le réseau d'aqueducs totalisait 60 km.
L'aqueduc inférieur est un aqueduc de 21 km qui reliait la plus basse des piscines de Salomon au Mont du Temple (probablement de l'époque hasmonéenne). Certaines portions passent dans un tunnel de 400 m de long. 

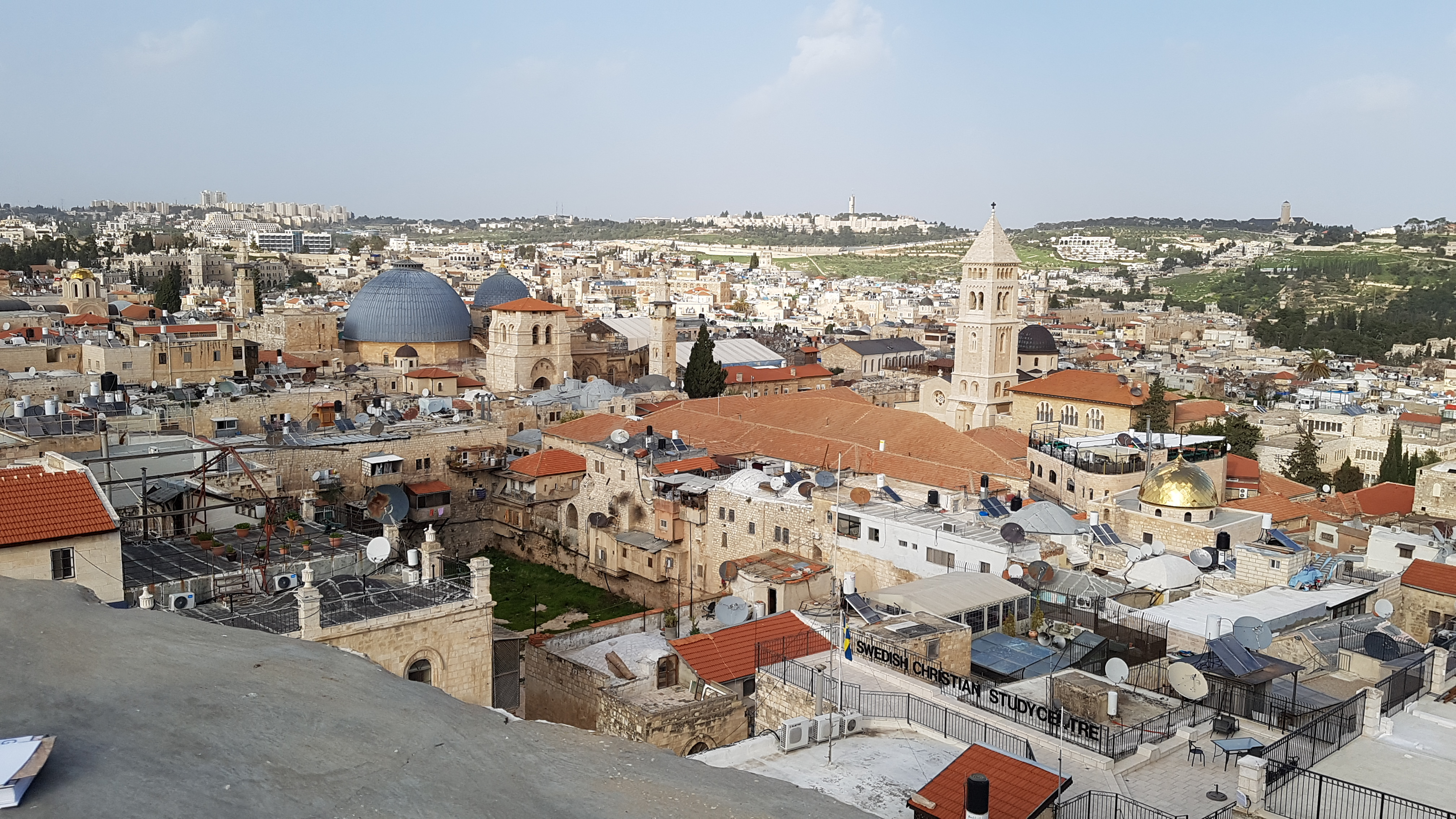
Piscine d'Ézechias aujourd'hui depuis la tour de Phasaël

L'aqueduc supérieur a été ajouté par Hérode. Il court de la plus haute des piscines de Salomon jusqu'à la ville haute de Jérusalem, en suivant plus ou moins la route Bethléem-Jérusalem et aboutissait à la piscine d'Ézéchias (he:בריכות חזקיהו), aussi appelée Piscine des trois tours (Hippacus, Phasaël, et Mariamne), ou Amygdalon (Ha-Migdalim), ou encore Piscine des bains du patriarche. Elle se trouve près du Muristan, dans le quartier chrétien de la vieille ville. Celle-ci était également alimentée par la piscine de Mamilla (un réservoir d'eau de pluie appelé aussi piscine supérieure du Gihon). La piscine d’Ézéchias existe toujours mais ne contient de l'eau qu'en hiver. Elle est située au milieu d'un pâté de maisons, et il est impossible au public d'y accéder directement depuis la rue. On peut juste l'apercevoir de loin depuis l'un des panoramas de la ville (tour de David, etc.) ou depuis le toit-terrasse de l'hôtel Petra.

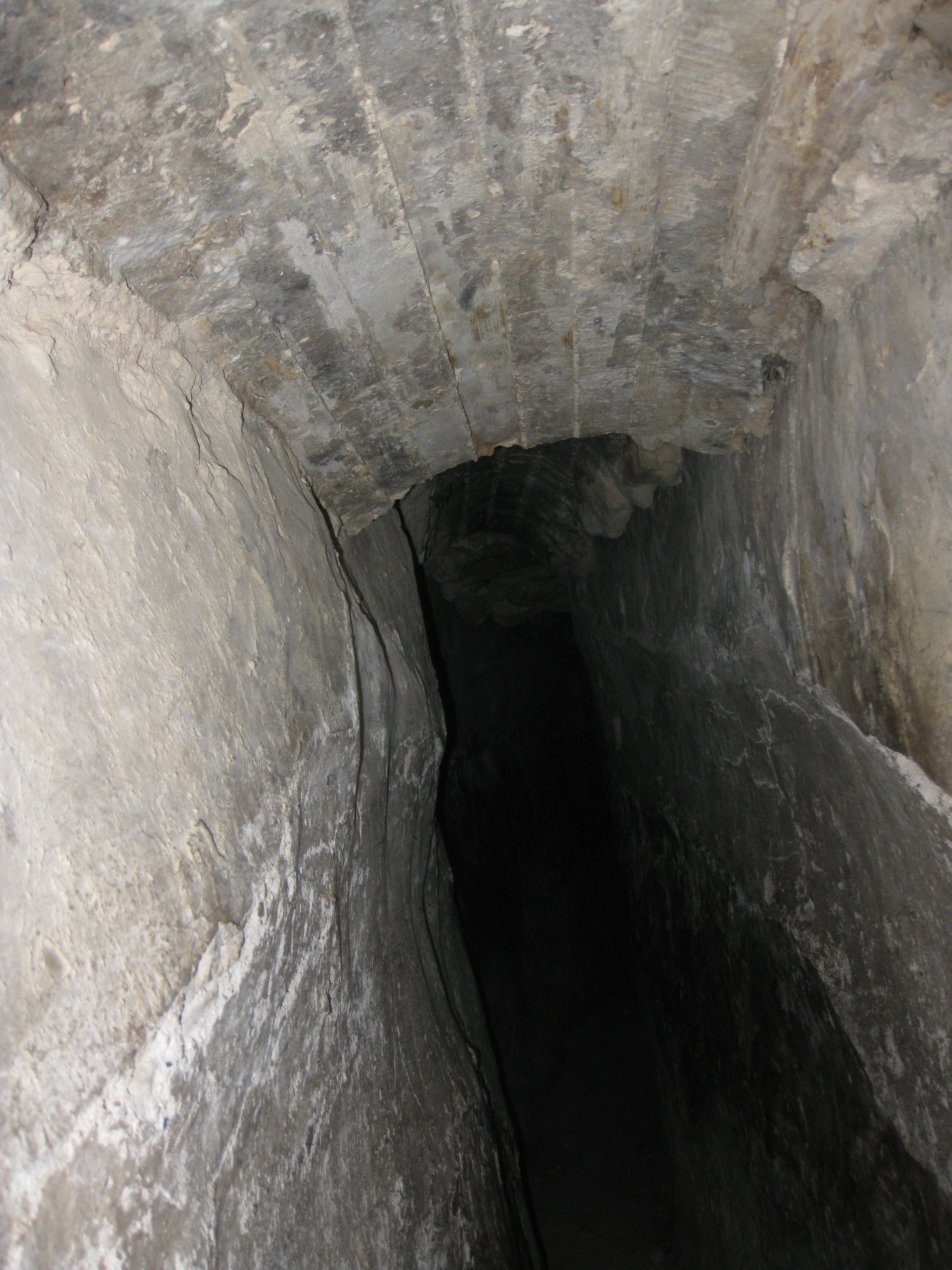
Tunnel de l'aqueduc inférieur
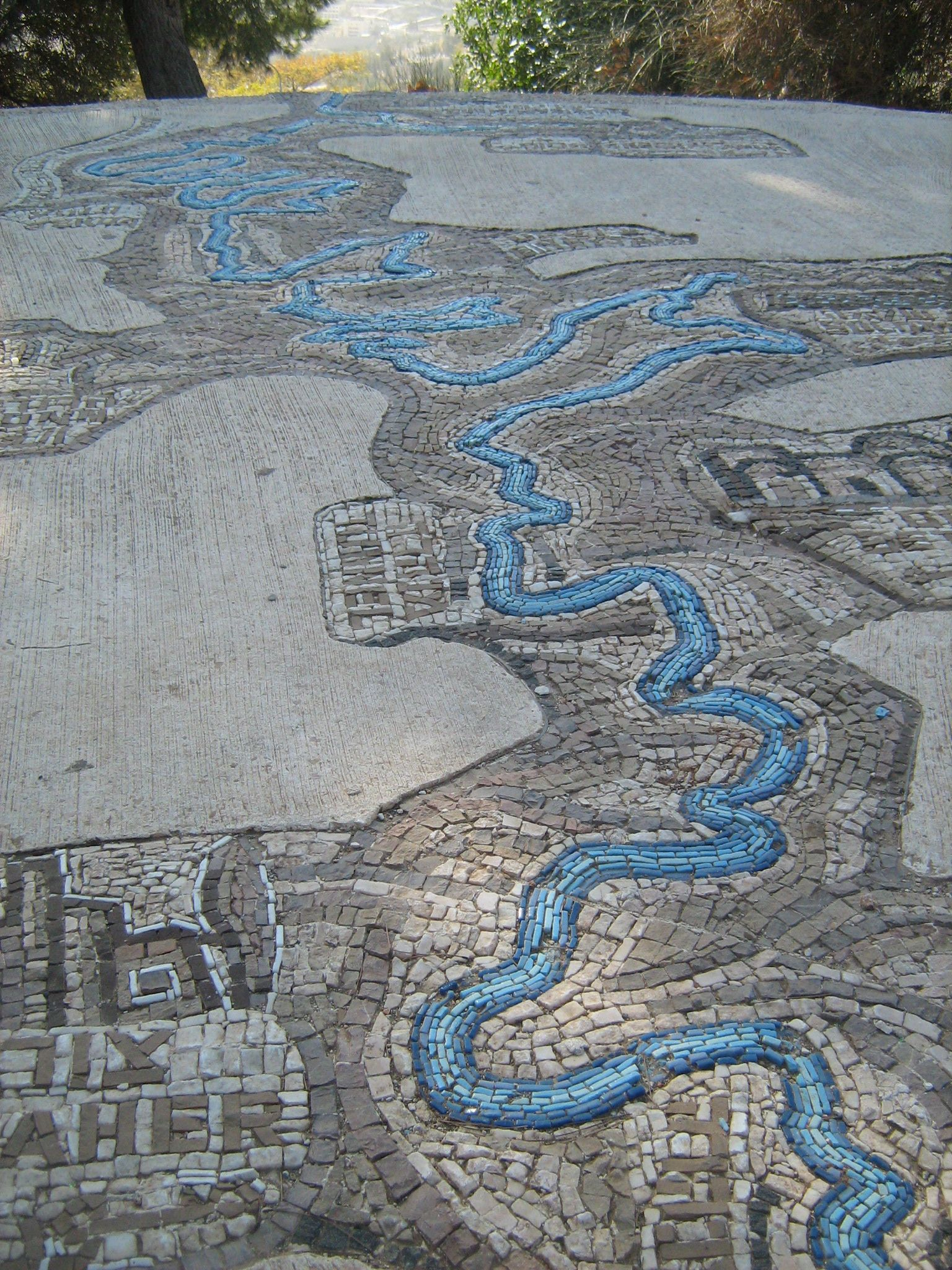
Carte en mosaïque des deux aqueducs, à Talpiot-Est, près du quartier général de l'ONU (Armon Ha-natziv (he))
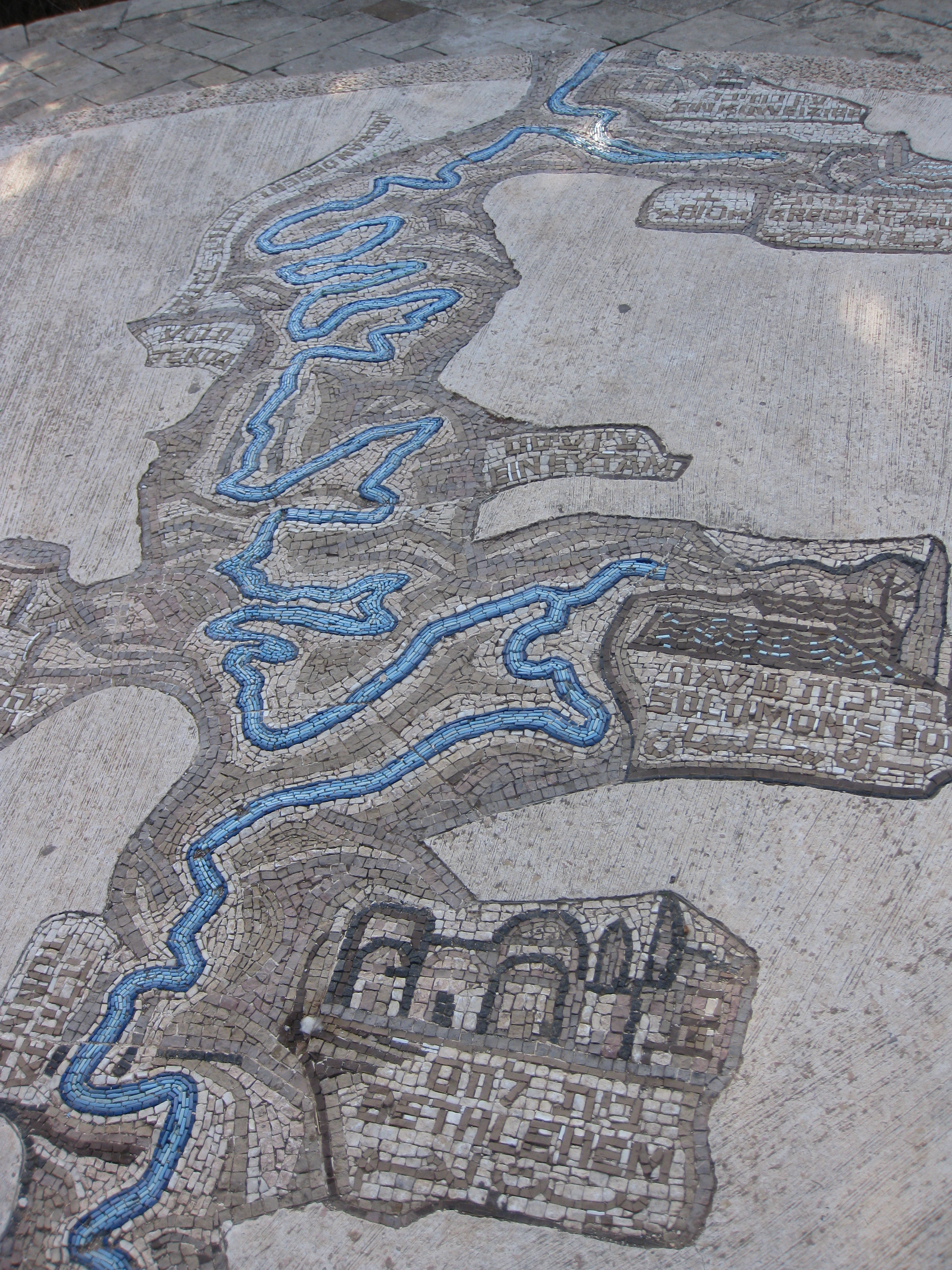
Mosaïque représentant les piscines de Salomon
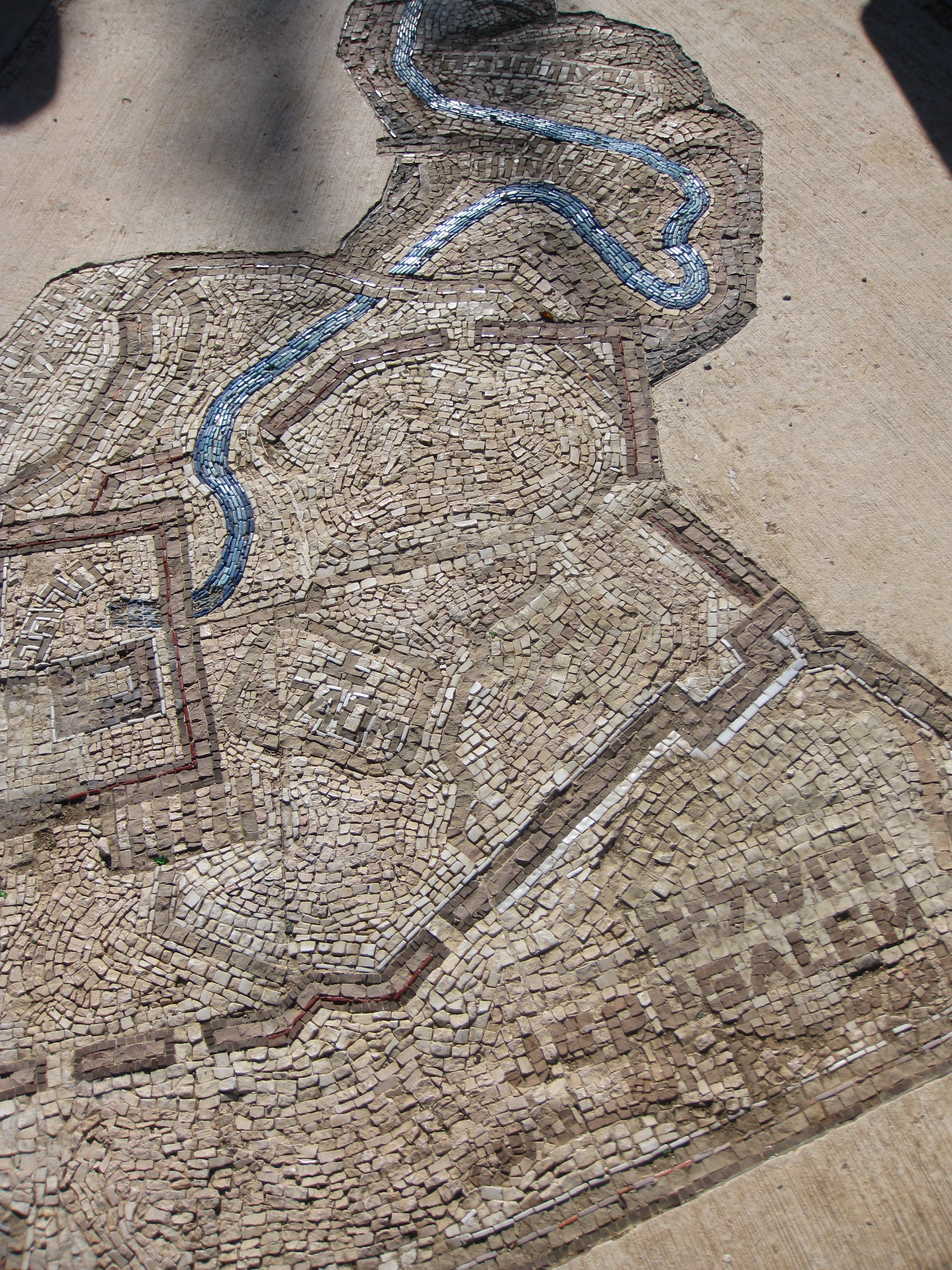
Arrivée de l'aqueduc inférieur au Mont du Temple